# Рудавський Юрій Кирилович
Ю́рій Кири́лович Руда́вський (10 квітня 1947, Львів — 21 лютого 2007, Львів) — український фізик. Ректор Національного університету «Львівська політехніка» (1991—2007). Доктор фізико-математичних наук, Заслужений діяч науки і техніки України, нагороджений орденами «За заслуги» III, II та І ступенів.

## Життєпис
Народився у сім'ї лікаря. Після закінчення школи № 34 у 1965 р. вступив на фізичний факультет Львівського державного університету ім. І. Франка, який закінчив з відзнакою у 1970 р., спеціалізуючись на теоретичній фізиці. У цьому ж році розпочав наукову роботу під керівництвом академіка НАН України І. Р. Юхновського, навчаючись в аспірантурі на кафедрі теоретичної фізики університету, а пізніше— працюючи у Львівському відділенні Інституту теоретичної фізики АН УРСР. Там пройшов шлях від молодшого до провідного наукового співробітника, був вченим секретарем відділення, головою профкому.
У 1977 р. захистив кандидатську «Дослідження моделі Ізінга методом колективних змінних», а у 1986 р.— докторську «Статистична теорія регулярних і структурно невпорядкованих систем у методі функціонального інтегрування» дисертації за спеціальністю «Теоретична і математична фізика».
У 1987 році пройшов за конкурсом на посаду професора кафедри вищої математики Львівського політехнічного інституту, з 1988 — завідувач цієї кафедри. У 1991 році став першим у незалежній Україні демократично обраним ректором Львівської політехніки.
Помер у ніч з 20 на 21 лютого 2007 року вдома від серцевого нападу. Похований на Личаківському цвинтарі.
Дружина: Галина Никонівна, офтальмолог. Виховали трьох синів.
17 жовтня 2012 року на будинку № 13 на вулиці Глибокій у Львові, де проживав Юрій Рудавський, встановлено меморіальну дошку (скульптор Ярослав Скакун, архітектор Богдан Черкес).

## Нагороди та досягнення
Заслужений діяч науки і техніки України, нагороджений орденами «За заслуги» III, II та І ступенів, Почесною відзнакою Президента України, Почесною грамотою Верховної Ради України, Почесною грамотою Кабінету Міністрів України, ювілейною медаллю НАН України, премією НАН України ім. С. Пекаря, державною відзнакою Республіки Польща "Кавалерський хрест ордена «За заслуги», медаллю імені Йоганна-Йозефа Ріхтера фон Прехтеля Віденського технічного університету. Професор Ю. Рудавський був членом Державної акредитаційної комісії України, членом Атестаційної комісії МОН із надання учених звань, членом секції інформатики Комітету з державних премій України в галузі науки і техніки, заступником голови Західного наукового центру НАН України, заступником голови Ради ректорів західного регіону України, депутатом Львівської обласної ради.
У 1992 році обраний дійсним членом Академії інженерних наук України, у 2003 — членом-кореспондентом Академії педагогічних наук України. Був почесним доктором Вроцлавської та Шльонської політехнік.
Автор 96 наукових праць у царині статистичної механіки та математичного моделювання. Спільно з академіком НАН України І. Р. Юхновським та професором І. О. Вакарчуком розробив сучасні математичні методи опису критичних явищ і фазових переходів та статистичну теорію топологічно невпорядкованих спінових систем.